# Уиггинс, Эндрю
Э́ндрю Кри́стиан Уи́ггинс (англ. Andrew Christian Wiggins; род. 23 февраля 1995 года в Торонто, провинция Онтарио, Канада) — канадский профессиональный баскетболист, выступающий за клуб НБА «Майами Хит». Играет на позициях атакующего защитника и лёгкого форварда.

## Ранние годы
Уиггинс родился в Торонто (провинция Онтарио, Канада), вырос в пригородном районе Большого Торонто Торнхилл. Его отец, Митчелл Уиггинс, также выступал в НБА. Сначала Эндрю учился во вторичной школе Вон (Вон, Онтарио), а с 2011 года посещал Хантингтонскую подготовительную школу (Хантингтон, Западная Виргиния). В 2013 году принимал участие в игре McDonald's All-American, в которой принимают участие лучшие выпускники школ США и Канады. В том же году выиграл почти все главные награды школьного баскетбола: мистер баскетбол США, приз Нейсмита, приз USA Today и приз Gatorade.
Игру Уиггинса часто сравнивают с игрой Майкла Кидд-Гилкриста, Джеральда Грина и Демара Дерозана. Эксперты считают, что потенциально этот игрок сравним с легендой «Чикаго Буллз» Скотти Пиппеном. Эндрю Уиггинс попал на обложку журнала Sports Illustrated.

## Студенческая карьера
Посещал Канзасский университет, где в течение одного года играл за команду «Канзас Джейхокс». При Уиггинсе «Джейхокс» один раз выигрывали регулярный чемпионат конференции Big 12, а также один раз выходили в плей-офф студенческого чемпионата США, где уже в третьем раунде в упорной борьбе проиграли команде «Стэнфорд Кардинал» со счётом 57—60.
13 января 2014 года Эндрю Уиггинс набрал 17 очков и совершил 19 подборов в игре против «Айова Стэйт Сайклонс», в которой «Джейхокс» победили со счётом 77—70, став лишь вторым первокурсником за последние 15 лет после Кидд-Гилкриста, сумевшим добиться подобного результата в победной игре против классного соперника. 8 марта 2014 года Уиггинс набрал 41 очко в матче против «Уэст Виргиния Маунтэйнерс», став вторым по результативности первокурсником конференции Big 12, набравшим наибольшее количество очков в отдельно взятой игре, уступая по этому показателю только Майкла Бизли, который в 2008 году в игре против «Бэйлор Бирс» набрал 44 очка.
За свою короткую студенческую карьеру Эндрю набирал по 17,1 очка и 5,9 подбора в среднем за игру, а также реализовал 34,1 % трёхочковых бросков. 22 января 2014 года некоммерческая организация Los Angeles Athletic Club включила Уиггинса в число 25-ти финалистов приза Джона Вудена, а 28 февраля был назван одним из 10 полуфиналистов приза Нейсмита. По окончании сезона 2013/2014 годов Эндрю Уиггинс был включён во 2-ю всеамериканскую сборную NCAA.

## Карьера в НБА

### Миннесота Тимбервулвз (2014—2020)

#### Новичок года (2014—2015)
На драфте НБА 2014 года Уиггинсу пророчили быть задрафтованым под первым номером. Сам игрок выразил надежду, что ему удастся попасть в единственную команду Национальной баскетбольной ассоциации из Канады «Торонто Рэпторс».
На драфте НБА 2014 года был выбран в 1-м раунде под 1-м номером командой «Кливленд Кавальерс», став вторым подряд канадцем выбранным на драфте НБА под 1-м номером. 23 августа 2014 года в результате трехстороннего обмена был обменян в команду «Миннесота Тимбервулвз», в результате которого Кевин Лав перешёл в клуб из Огайо. Из «Кливленда» в «Миннесоту» отправились форварды Эндрю Уиггинс и Энтони Беннетт, из «Филадельфии» в стан «Волков» перебрался Таддеус Янг. Представители Миннеаполиса также получили торговое исключение в размере 6,3 миллиона долларов. Взамен Янга «Сиксерс» получили от «Тимбервулвз» защитника Алексея Шведа и форварда Люка Мба а Муте, а также пик первого раунда «Кливленда» на драфте НБА 2015 года. Уиггинс стал всего лишь вторым игроком после слияния НБА и АБА, выбранным на драфте какой-либо командой НБА под первым номером, но обменянным в другой клуб, так и не проведя за команду драфта ни одного матча. Первым стал Крис Уэббер, который был выбран на драфте НБА 1993 года клубом «Орландо Мэджик», а затем в тот же день был обменян на Анферни Хардуэя в команду «Голден Стэйт Уорриорз».
29 октября 2014 года Эндрю Уиггинс дебютировал в НБА за «Тимбервулвз», выйдя на площадку в стартовой пятёрке, в гостевом матче против «Мемфис Гриззлис», в котором его команда проиграла со счётом 101—105. За 18 минут игрового времени он записал на свой счёт 6 очков, 3 подбора, 2 перехвата и 1 передачу. В октябре, ноябре и декабре признавался новичком месяца Западной конференции. 31 января он набрал 33 очка в поражении от «Кавальерс». 13 февраля Уиггинс стал MVP матча новичков НБА, набрав 22 очка за команду мира в победе над командой США со счетом 121:112. 30 апреля он был признан новичком года в НБА в сезоне 2014/15.
14 ноября 2016 года Эндрю набрал рекордные для себя 47 очков в домашней игре против «Лос-Анджелес Лейкерс», став первым игроком канадского происхождения, набравшим в игре НБА более 40 очков.

### Голден Стэйт Уорриорз (2020—2025)

#### Первый год в «Голден Стэйт» и выход в плей-ин (2020—2021)
6 февраля 2020 года Уиггинс и два драфт-пика были обменяны в «Голден Стэйт Уорриорз» в обмен на Джейкоба Эванса, Д'Анджело Рассела и Омари Спеллмана. Уиггинс набрал 24 очка и сделал пять перехватов в своем дебютном матче за «Уорриорз» в поражении от «Лос-Анджелес Лейкерс» со счетом 120-125. «Уорриорз» не смогли попасть в плей-офф и закончили сезон с результатом 15-50, что стало худшим показателем в лиге.
19 марта 2021 года Уиггинс набрал максимальные в сезоне 40 очков, а также восемь подборов, четыре передачи и четыре перехвата в победе над «Мемфис Гриззлис» со счетом 116-103. «Уорриорз» прошли в плей-ин, но потерпели два поражения подряд от «Лос-Анджелес Лейкерс» и «Мемфис Гриззлис» и не смогли выйти в плей-офф во второй раз подряд, несмотря на дабл-дабл Уиггинса из 22 очков и 10 подборов в поражении от «Гриззлис».

#### Первый вызов на Матч всех звезд и чемпионство в НБА (2021—2022)
6 декабря 2021 года Уиггинс набрал 28 очков, реализовав максимальные в карьере восемь трехочковых бросков, в победе над «Орландо Мэджик» со счетом 126-95. 27 января 2022 года он был назван стартером от Западной конференции на Матче всех звезд НБА 2022 года, что стало его первым выбором на звездный уикенд. Он получил поддержку в виде очков для голосования болельщиков от фанатов звезды K-pop Бэм-Бэм. Он стал третьим игроком, кто был впервые выбран в стартовой пятерке на матч всех звезд, который был выбран стартером в своем восьмом сезоне или позже. Уиггинс также стал первым в современной эре драфта (с 1966 г.) первым выбором на драфте, получившим свой первый вызов на матч всех звезд в восьмом сезоне или позже. 
22 мая в третьей игре финала Западной конференции Уиггинс набрал максимальные в карьере 27 очков и сделал 11 подборов в игре 3 против «Даллас Маверикс». В 4-й игре финала НБА Уиггинс сделал дабл-дабл из 17 очков и 16 подборов (рекордный показатель в карьере) в победе над «Бостон Селтикс» со счетом 107-97. В 5-й игре он сделал дабл-дабл из 26 очков и 13 подборов в победе со счетом 104-94. Уиггинс выиграл свой первый чемпионат НБА после того, как «Уорриорз» одержали победу над «Селтикс» в шести матчах. Он закончил финал НБА в качестве ведущего подбирающего, блокирующего и второго бомбардира «Уорриорз», набирая в среднем 18,3 очка, 8,8 подбора и 1,5 блока за игру, а также играя в жесткой защите против форварда «Бостона» Джейсона Тейтума.

#### Продление контракта и возвращение в строй (2022—2025)
15 октября 2022 года Уиггинс подписал с «Уорриорз» четырехлетний контракт на сумму 109 миллионов долларов. 20 ноября Уиггинс набрал 22 очка, реализовав 6 из 11 бросков с трехочковой дистанции. Уиггинс, Стефен Карри и Клэй Томпсон в сумме попали 23 трехочковых броска, что является самым большим количеством трехочковых бросков в игре для трио в истории НБА. 3 декабря Уиггинс набрал лучшие в сезоне 36 очков и превысил свой карьерный максимум, реализовав 8 из 10 бросков с трехочковой дистанции в победе над «Хьюстон Рокетс» со счетом 120-103. В плей-офф НБА 2023 года «Уорриорз» проиграли в полуфинале конференции команде «Лос-Анджелес Лейкерс». 24 марта 2024 года Уиггинс стал первым игроком НБА, родившимся в Канаде, который достиг отметки в 1 000 трехочковых за карьеру.

### Майами Хит (2025—настоящее время)
6 февраля 2025 года Уиггинс перешел в «Майами Хит» в рамках сделки с пятью командами с целью обмена Джимми Батлера в «Уорриорз».

## Карьера в сборной Канады
Уиггинс в составе национальной сборной Канады выиграл бронзовые медали на чемпионате мира по баскетболу среди юношей до 17 лет 2010 года в Германии, где его партнёром по команде был Энтони Беннетт, первый номер драфта НБА 2013 года, а также его нынешний одноклубник по «Тимбервулвз», и чемпионате Америки по баскетболу среди юношей до 18 лет 2012 года в Бразилии, где был лидером сборной, набирая в среднем за игру по 15,2 очка и 7,6 подбора.

## Личная жизнь
Один из его старших братьев, Ник, в 2012—2014 годах выступал за студенческую команду «Уичита Стэйт Шокерс», в то время как его другой старший брат, Митчелл-младший, с 2012 года играет за «Саутистерн Файр».

## Статистика

### Статистика в НБА
| Сезон                                                                                    | Команда      | Регулярный сезон | Регулярный сезон | Регулярный сезон | Регулярный сезон | Регулярный сезон | Регулярный сезон | Регулярный сезон | Регулярный сезон | Регулярный сезон | Регулярный сезон | Регулярный сезон | Серия плей-офф | Серия плей-офф | Серия плей-офф | Серия плей-офф | Серия плей-офф | Серия плей-офф | Серия плей-офф | Серия плей-офф | Серия плей-офф | Серия плей-офф | Серия плей-офф |
| Сезон                                                                                    | Команда      | GP               | GS               | MPG              | FG%              | 3P%              | FT%              | RPG              | APG              | SPG              | BPG              | PPG              | GP             | GS             | MPG            | FG%            | 3P%            | FT%            | RPG            | APG            | SPG            | BPG            | PPG            |
| ---------------------------------------------------------------------------------------- | ------------ | ---------------- | ---------------- | ---------------- | ---------------- | ---------------- | ---------------- | ---------------- | ---------------- | ---------------- | ---------------- | ---------------- | -------------- | -------------- | -------------- | -------------- | -------------- | -------------- | -------------- | -------------- | -------------- | -------------- | -------------- |
| 2014/15                                                                                  | Миннесота    | 82               | 82               | 36,2             | 43,7             | 31,0             | 76,0             | 4,6              | 2,1              | 1,0              | 0,6              | 16,9             | Не участвовал  | Не участвовал  | Не участвовал  | Не участвовал  | Не участвовал  | Не участвовал  | Не участвовал  | Не участвовал  | Не участвовал  | Не участвовал  | Не участвовал  |
| 2015/16                                                                                  | Миннесота    | 81               | 81               | 35,1             | 45,9             | 30,0             | 76,1             | 3,6              | 2,0              | 1,0              | 0,6              | 20,7             | Не участвовал  | Не участвовал  | Не участвовал  | Не участвовал  | Не участвовал  | Не участвовал  | Не участвовал  | Не участвовал  | Не участвовал  | Не участвовал  | Не участвовал  |
| 2016/17                                                                                  | Миннесота    | 82               | 82               | 37,2             | 45,2             | 35,6             | 76,0             | 4,0              | 2,3              | 1,0              | 0,4              | 23,6             | Не участвовал  | Не участвовал  | Не участвовал  | Не участвовал  | Не участвовал  | Не участвовал  | Не участвовал  | Не участвовал  | Не участвовал  | Не участвовал  | Не участвовал  |
| 2017/18                                                                                  | Миннесота    | 82               | 82               | 36,3             | 43,8             | 33,1             | 64,3             | 4,4              | 2,0              | 1,1              | 0,6              | 17,7             | 5              | 5              | 32,8           | 44,1           | 33,3           | 60,0           | 5,2            | 2,0            | 0,4            | 0,4            | 15,8           |
| 2018/19                                                                                  | Миннесота    | 73               | 73               | 34,8             | 41,2             | 33,9             | 69,9             | 4,8              | 2,5              | 1,0              | 0,7              | 18,1             | Не участвовал  | Не участвовал  | Не участвовал  | Не участвовал  | Не участвовал  | Не участвовал  | Не участвовал  | Не участвовал  | Не участвовал  | Не участвовал  | Не участвовал  |
| 2019/20                                                                                  | Миннесота    | 42               | 42               | 34,7             | 44,4             | 33,1             | 72,0             | 5,2              | 3,7              | 0,7              | 0,9              | 22,4             | Не участвовал  | Не участвовал  | Не участвовал  | Не участвовал  | Не участвовал  | Не участвовал  | Не участвовал  | Не участвовал  | Не участвовал  | Не участвовал  | Не участвовал  |
| 2019/20                                                                                  | Голден Стэйт | 12               | 12               | 33,6             | 45,7             | 33,9             | 67,2             | 4,6              | 3,6              | 1,3              | 1,4              | 19,4             | Не участвовал  | Не участвовал  | Не участвовал  | Не участвовал  | Не участвовал  | Не участвовал  | Не участвовал  | Не участвовал  | Не участвовал  | Не участвовал  | Не участвовал  |
| 2020/21                                                                                  | Голден Стэйт | 71               | 71               | 33,3             | 47,7             | 38,0             | 71,4             | 4,9              | 2,4              | 0,9              | 1,0              | 18,6             | Не участвовал  | Не участвовал  | Не участвовал  | Не участвовал  | Не участвовал  | Не участвовал  | Не участвовал  | Не участвовал  | Не участвовал  | Не участвовал  | Не участвовал  |
| 2021/22                                                                                  | Голден Стэйт | 73               | 73               | 31,9             | 46,6             | 39,3             | 63,4             | 4,5              | 2,2              | 1,0              | 0,7              | 17,2             | 22             | 22             | 34,9           | 46,9           | 33,3           | 64,6           | 7,5            | 1,8            | 1,0            | 1,0            | 16,5           |
| 2022/23                                                                                  | Голден Стэйт | 37               | 37               | 32,2             | 47,3             | 39,6             | 61,1             | 5,0              | 2,3              | 1,2              | 0,8              | 17,1             | 13             | 12             | 34,0           | 45,9           | 29,7           | 68,1           | 5,6            | 1,9            | 0,8            | 1,2            | 16,7           |
| 2023/24                                                                                  | Голден Стэйт | 71               | 59               | 27,0             | 45,3             | 35,8             | 75,1             | 4,5              | 1,7              | 0,6              | 0,6              | 13,2             | Не участвовал  | Не участвовал  | Не участвовал  | Не участвовал  | Не участвовал  | Не участвовал  | Не участвовал  | Не участвовал  | Не участвовал  | Не участвовал  | Не участвовал  |
|                                                                                          | Всего        | 706              | 694              | 34,1             | 44,9             | 35,4             | 72,2             | 4,5              | 2,3              | 1,0              | 0,7              | 18,5             | 40             | 39             | 34,3           | 46,2           | 32,1           | 65,2           | 6,6            | 1,9            | 0,9            | 1,0            | 16,5           |
| Наведите курсор мыши на аббревиатуры в заголовке таблицы, чтобы прочесть их расшифровку. |              |                  |                  |                  |                  |                  |                  |                  |                  |                  |                  |                  |                |                |                |                |                |                |                |                |                |                |                |

### Статистика в NCAA
| Сезон | Команда | Conf   | Class | GP | GS | MPG  | FG%  | 3P%  | FT%  | RPG | APG | SPG | BPG | PPG  |
| --- | ------- | ------ | ----- | -- | -- | ---- | ---- | ---- | ---- | --- | --- | --- | --- | ---- |
| 2013/14 | Канзас  | Big 12 | FR    | 35 | 35 | 32,8 | 44,8 | 34,1 | 77,5 | 5,9 | 1,5 | 1,2 | 1,0 | 17,1 |
| Всего | Всего   | Всего  | Всего | 35 | 35 | 32,8 | 44,8 | 34,1 | 77,5 | 5,9 | 1,5 | 1,2 | 1,0 | 17,1 |
| Наведите курсор мыши на аббревиатуры в заголовке таблицы, чтобы прочесть их расшифровку Статистика приведена с сайта sports-reference.com |         |        |       |    |    |      |      |      |      |     |     |     |     |      |